# Глазами убийцы (фильм, 1999)
«Глазами убийцы» (англ. Shades) — бельгийский фильм 1999 года с Микки Рурком в главной роли.

## Сюжет
Фильм о воображаемом бельгийском серийном убийце Фредди Лебекке. Продюсер, находящийся на грани банкротства и нервного срыва, решил поставить биографическую ленту о преступнике по имени Лебек, отбывающем срок за убийство шести человек. Для этого он пригласил легенду Голливуда «в отставке» — режиссёра Пола Салливана (Микки Рурк), а на главную роль — чрезмерно темпераментного актера-наркомана (Эндрю Ховард). Главную женскую роль получает любовница продюсера, уверенно прокладывающая себе дорогу к славе через постель. Режиссёр, задумавший снять чёрный фильм и показать историю глазами убийцы, никак не может добиться от актера правильных дублей. Актёр же, прочитав мемуары играемого им убийцы, стал называть последнего жертвой обстоятельств, чем вызвал гнев общественности. Это спасает фильм от полного провала.

## В ролях
| Актёр             | Роль         |
| ----------------- | ------------ |
| Микки Рурк        | Пол Салливан |
| Жене Бервутс      | Макс Фогель  |
| Эндрю Ховард      | Дилан Коул   |
| Ян Деклер         | Фредди Лебек |
| Хильде ван Мигхем | Кэти         |
| Коэн Де Боу       | Боб          |